# 시드니 조폐국

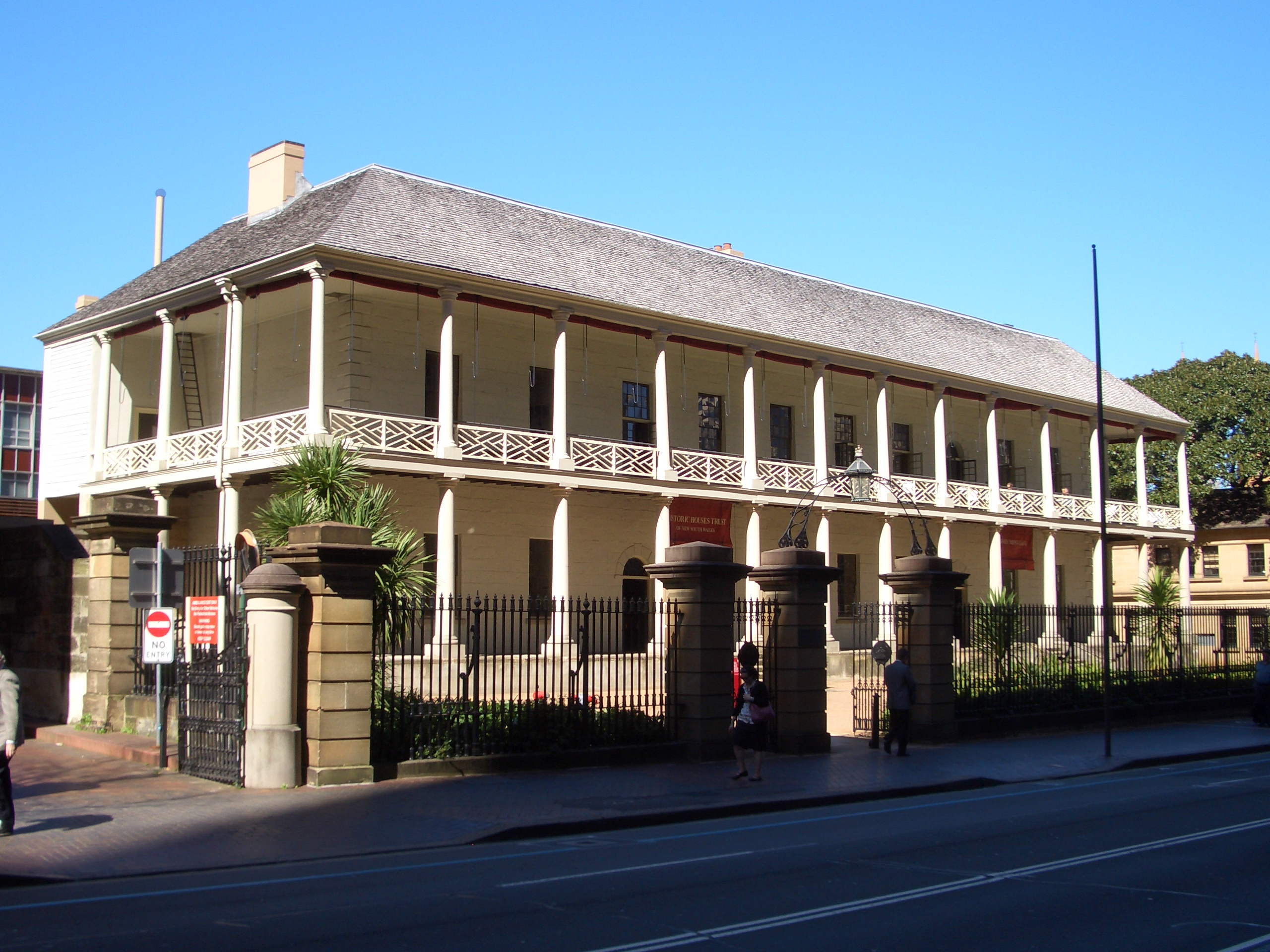

시드니 조폐국 또는 시드니 민트(Sydney Mint)는 호주 뉴사우스웨일즈주 시드니에 있는 건물로, 시드니 중심 업무 지구에서 가장 오래된 공공 건물이다. 1811년에서 1816년 사이에 시드니 병원의 남쪽 윙으로 지어졌으며, 당시에는 "럼 병원"(Rum Hospital)으로 알려졌다. 1854년에 이 자리에 조폐국이 설립되었고, 병원 건물은 조폐국 직원의 거주지로 사용되었으며, 부조폐국장의 거주지도 제공했다. 뒤쪽에는 주화 공장이 지어졌다. 이 두 건물은 모두 뛰어난 유산적 중요성을 지니고 있으며, 뉴사우스웨일즈 식민지 역사의 주요 사건과 관련이 있다.
시드니 중심 상업 지구에 있는 맥쿼리 스트리트 10번지에 위치한 이 건물은 하이드 파크 병영, 세인트 제임스 교회, 의회 건물 등 호주의 유명한 역사적 건물과 가깝다. 이 건물은 현재 뉴사우스웨일즈주 역사 주택 신탁의 본사이며 뉴사우스웨일즈주 유산 등록부에 등재되어 있다. 건물의 일부는 대중에게 공개되어 있다.